# Hřib Quéletův
Hřib Quéletův (Suillellus queletii (Schulzer) Vizzini, Simonini et Gelardi 2014) je vzácná teplomilná houba z čeledi hřibovité. Patří mezi barevné a modrající hřiby. Do roku 2014 byl řazen do sekce Luridi (případně Erythropodes) rodu Boletus, na základě biomolekulárních analýz byl společně s několika dalšími červenopórými hřiby oddělen do samostatného rodu Suillellus.

## Synonyma
- Boletus erythropus Pers. (sensu orig., non Fr.[2] nec auct. plur.) 1796
- Boletus queletii Schulzer 1885

## Vzhled

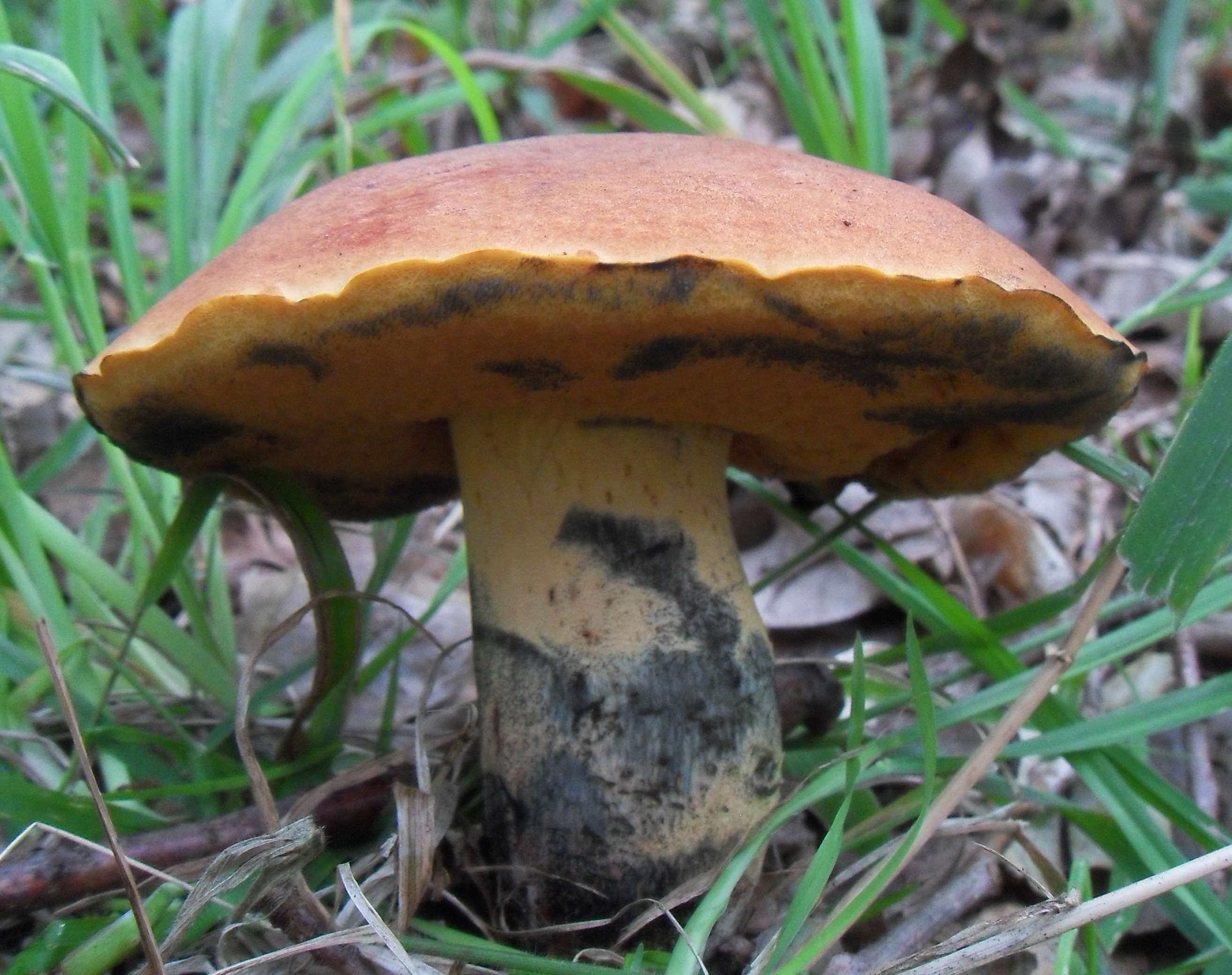
Dužnina po poškození modrá

### Makroskopický
Klobouk je 50 – 150 mm široký, okrově hnědý až cihlový s oranžovým až červeným nádechem, ve stáří vybledající do okrově žluta až hnědava, někdy je červeně skvrnitý; okraje klobouku bývají světlejší. Povrch je v mládí matný až plstnatý, v dospělosti holý, za vlhkého počasí může být trochu slizký.
Rourky jsou citrónově žluté až zlatožluté, jejich póry jsou nejprve olivově nažloutlé, posléze oranžovočervené, směrem k od třeně k okraji klobouku blednou a žloutnou. Rourky otlačením modrají. Na řezu je mezi rourkami a dužninou klobouku patrná červená linka.
Třeň dosahuje 40–150 × 10–35 mm, válcovitý nebo mírně vřetenovitý, naspodu oranžový či červený, směrem vzhůru žloutnoucí. Na třeni chybí síťka, je drobně tečkovaný.
Dužnina je žlutá, v horní části třeně a nad rourkami živě žlutá, ve spodku třeně vínově červená. Na řezu rychle modrá, chuť má mírnou, voní nenápadně.

### Mikroskopický
Výtrusný prach má hnědoolivové zbarvení, spory dosahují 11 – 14 × 5 – 6,5 (7) μm, jsou hladké, široce až elipsovitě vřetenovité, zřetelná je suprahilární deprese. Pokožku klobouku tvoří trichodermální hyfy o průměru 4 – 8 μm.

## Výskyt
Vzácný druh teplých oblastí, roste dost vzácně v listnatých lesích. Tvoří mykorhizu s duby, údajně i habry a lipami, vzácně též s buky a lískami. Ve střední Evropě ho najdeme v teplejších oblastech hlavně na vápencovém podloží. Pilát jej řadil mezi druhy xerotermních dubohabrových hájů na vápencích a ekologické nároky považoval za srovnatelné s hřibem Le Galové. V teplých oblastech se vyskytuje i na hrázích rybníků. Fruktifikuje od května (července) do října.

## Rozšíření
Hřib Quéletův je znám ze Severní Ameriky (Kanada, Mexiko, USA), Austrálie, Asie (Japonsko) a Evropy: Andorra, Belgie, Česká republika, Dánsko, Francie, Gibraltar, Chorvatsko, Irsko, Itálie, Lichtenštejnsko, Lucembursko, Maďarsko, Německo, Norsko, Polsko, Rakousko, Slovensko, Slovinsko, Spojené království, Španělsko, Švédsko a Švýcarsko.
V rámci chráněných území České republiky byl výskyt hřibu Quéletova popsán mimo jiné na následujících lokalitách:
- Bílé Karpaty (jihovýchodní Morava)[8]
- Chuchelský háj[9] (Praha)
- Poodří[5] (Moravskoslezský kraj)
  - Kotvice[10] (okres Nový Jičín)

## Formy a variety

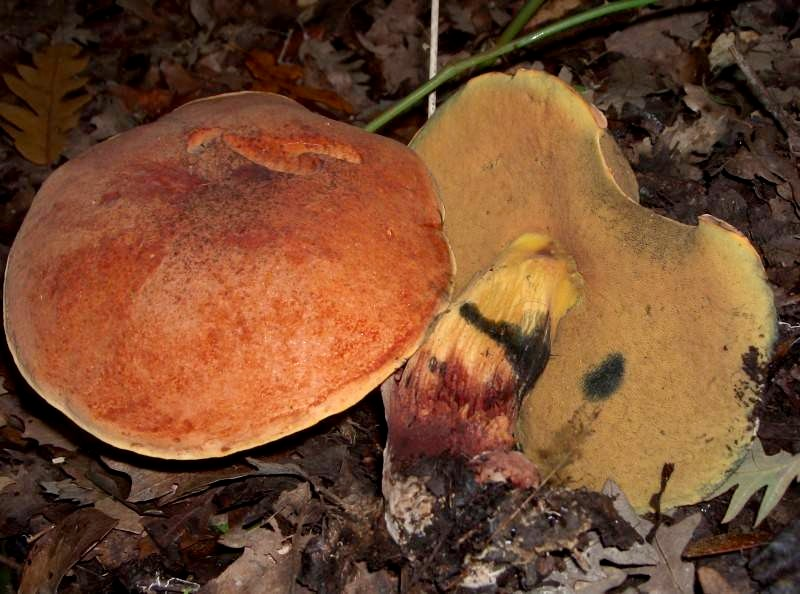
Hřib Quéletův - oproti kováři je třeň těsně pod kloboukem světlejší, často čistě žlutý bez červených plstnatých teček

### Hřib Quéletův odbarvený
Boletus queletii var. discolor (Quél.) Alessio sensu Alessio 1985. Vyznačuje se žlutým až žlutookrovým zbarvením klobouku.

### Hřib Quéletův cihlový
Boletus queletii var. lateritius (Bres. et. Schulzer) E.-J. Gilbert 1931. Tato varieta je charakteristická cihlovým až sytě červeným kloboukem.

## Záměna
- hřib kavkazský (Suillellus caucasicus) – podobná stanoviště, vrchní část třeně kryje síťka
- hřib koloděj (Suillellus luridus) – podobná stanoviště, třeň kryje síťka
- hřib kolodějovitý (Suillellus comptus) – na řezu chybí červená linka mezi rourkami a dužninou, neroste v ČR
- hřib kovář (Neoboletus luridiformis) – výrazněji červený třeň, horní část je u hřibu Quéletova světleji žlutá
- hřib kříšť (Caloboletus calopus) – odlišná ekologie (kyselejší podhorské smrčiny), žluté rourky, síťka na třeni

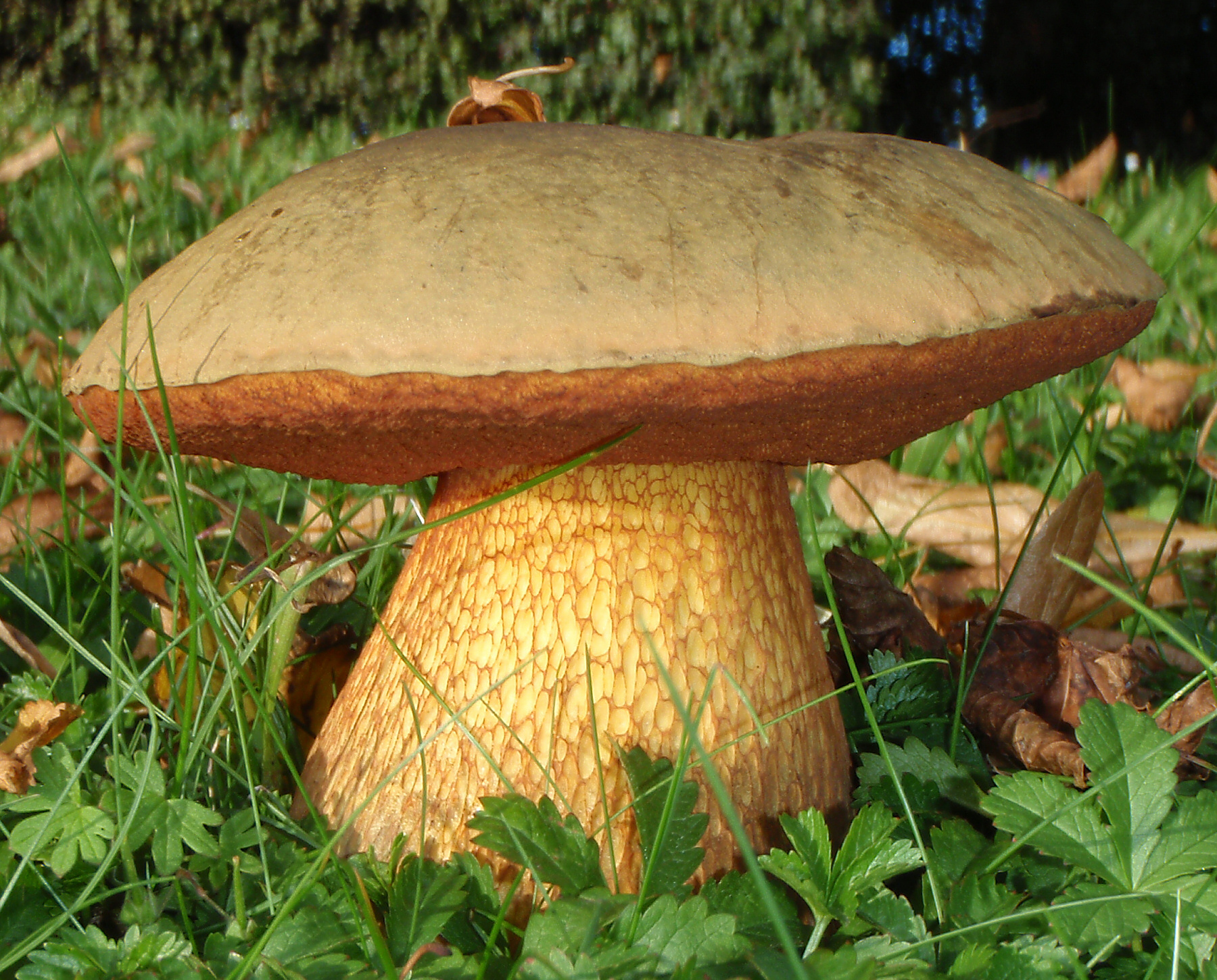
hřib koloděj
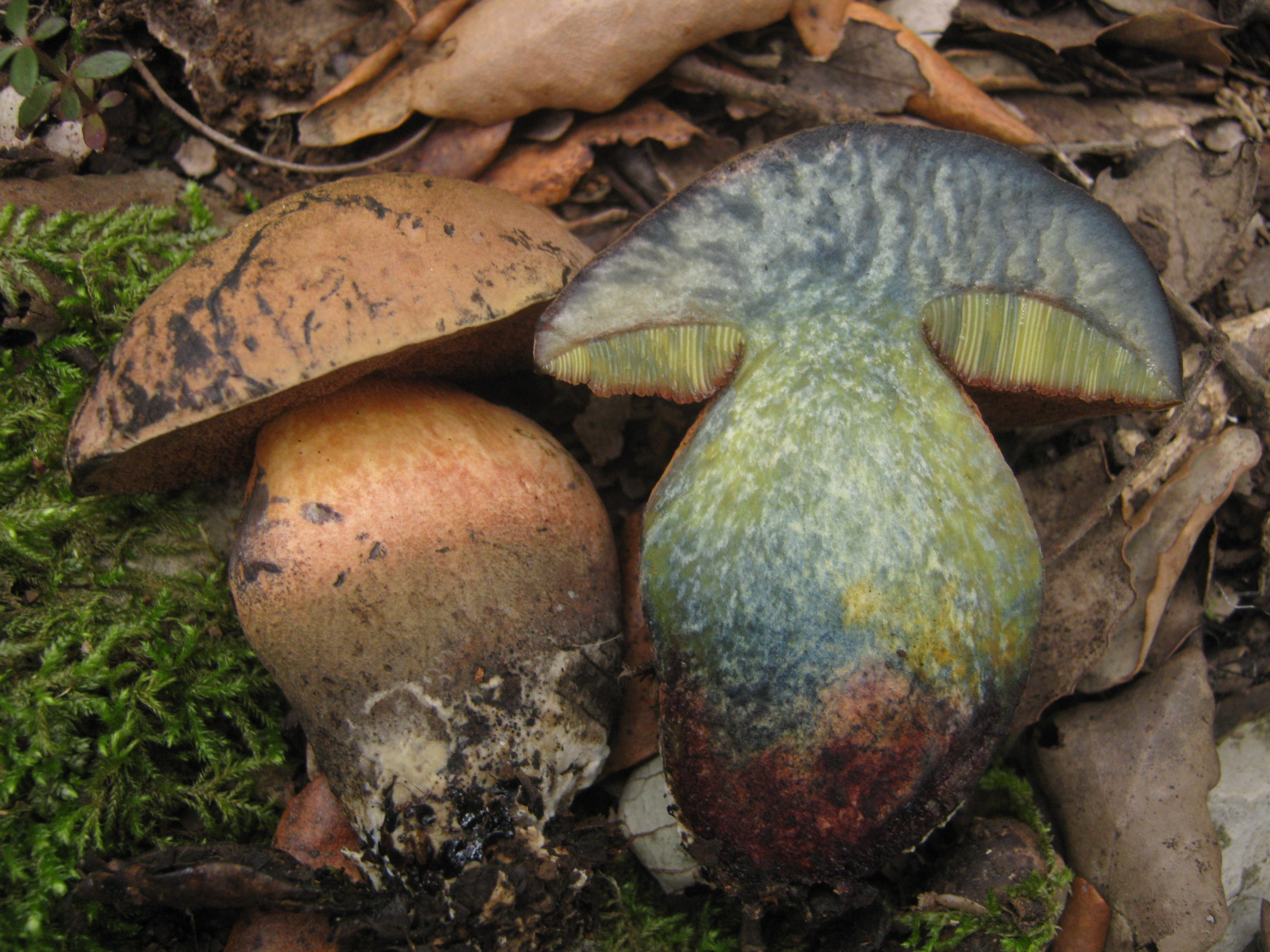
hřib kolodějovitý
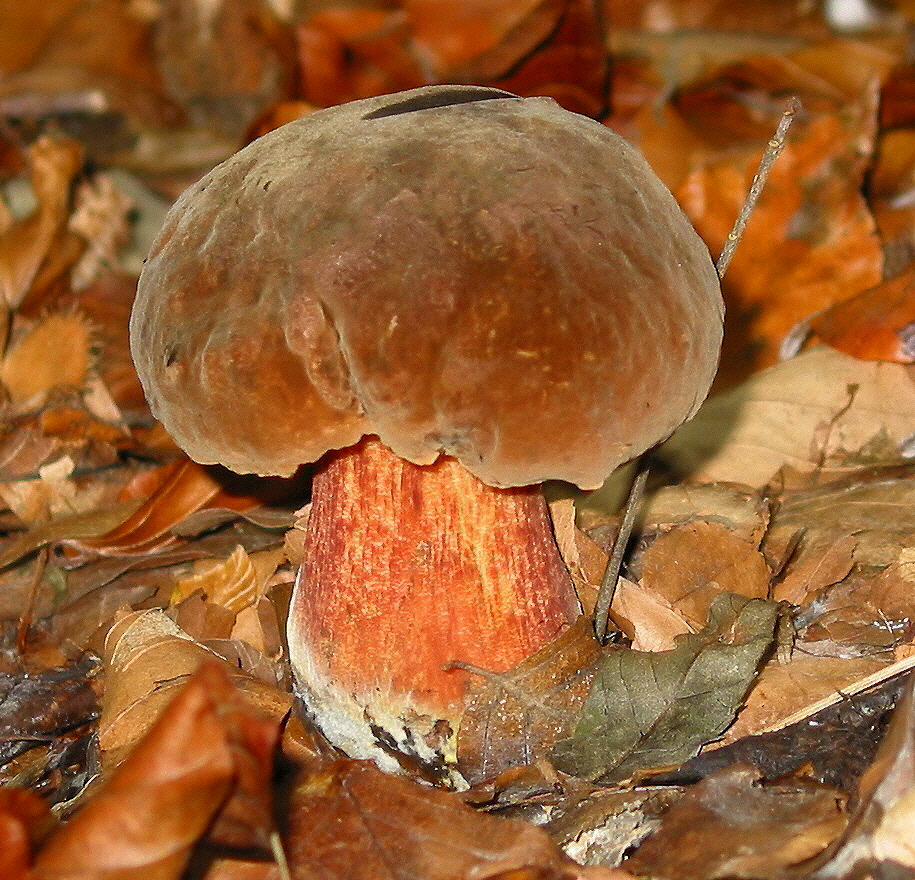
hřib kovář
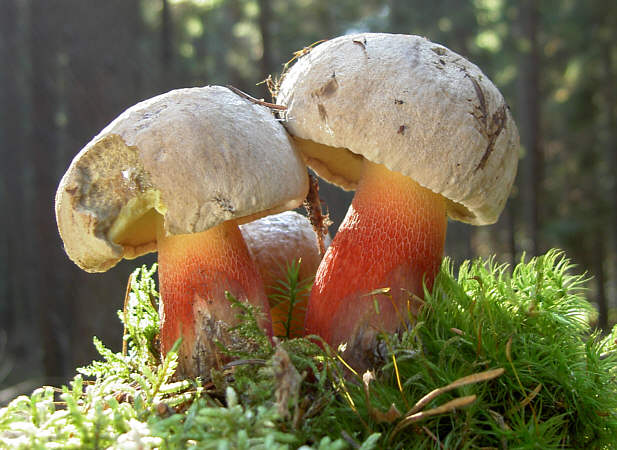
hřib kříšť

## Ochrana
Hřib Quéletův je zařazen v Červeném seznamu hub České republiky jako ohrožený druh (EN). Jako takový si zasluhuje ochranu, neměl by se proto sbírat ke kuchyňským účelům. Nálezy je vhodné hlásit nejbližšímu mykologickému pracovišti. Některé lokality jsou ohroženy nešetrnými lesnickými zásahy.